# Pony Pony Run Run
Pony Pony Run Run (PPRR) est un groupe français d'électro-dance et de pop-rock originaire d'Angers et Nantes. Le groupe s'est formé en 2005. Leur musique va de mélodies pop au rock des années 1980 en passant par l'electro et l'eurodance.

## Carrière

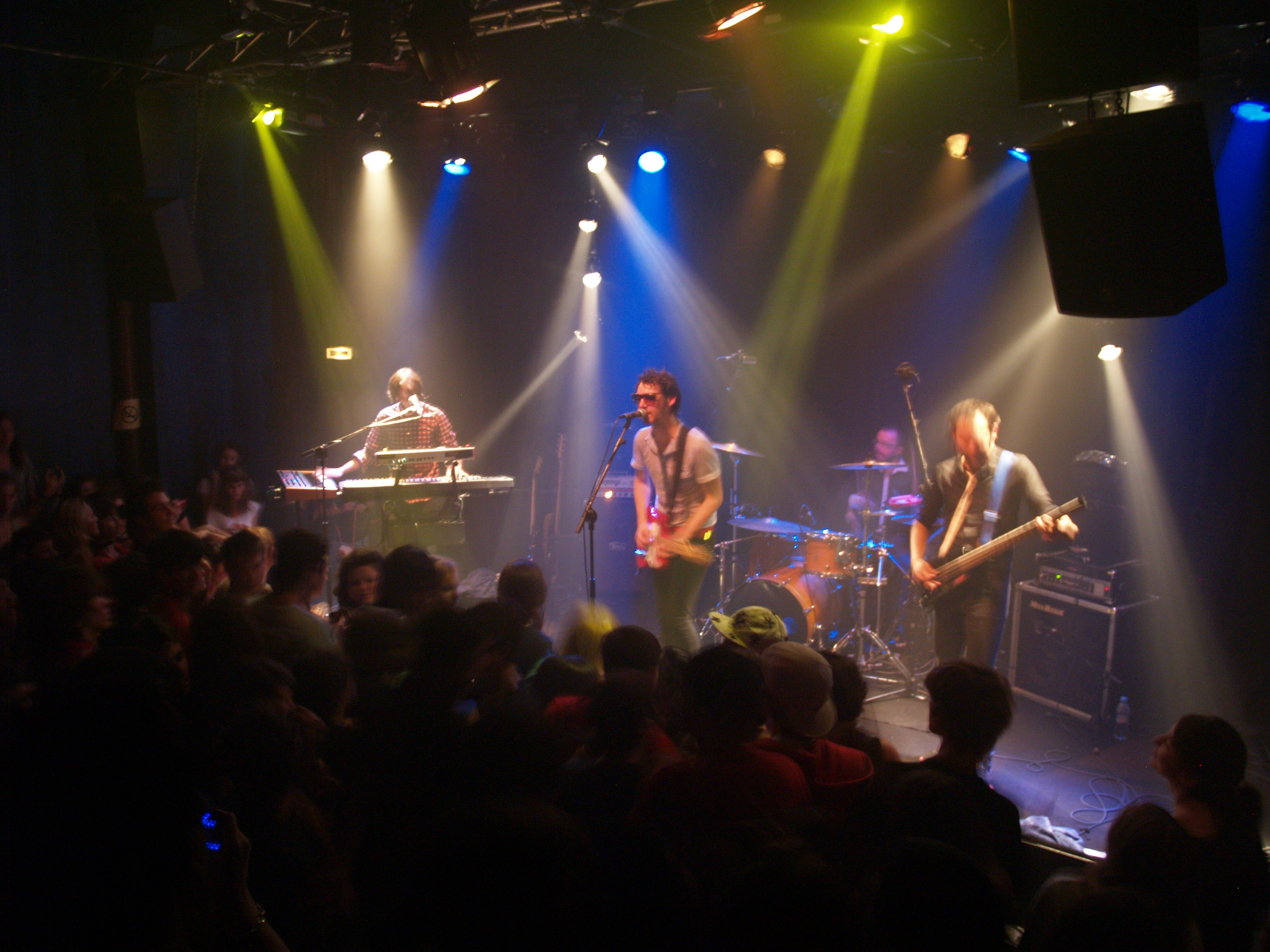
Pony Pony Run Run durant le concert d'Arles en France en octobre 2009.

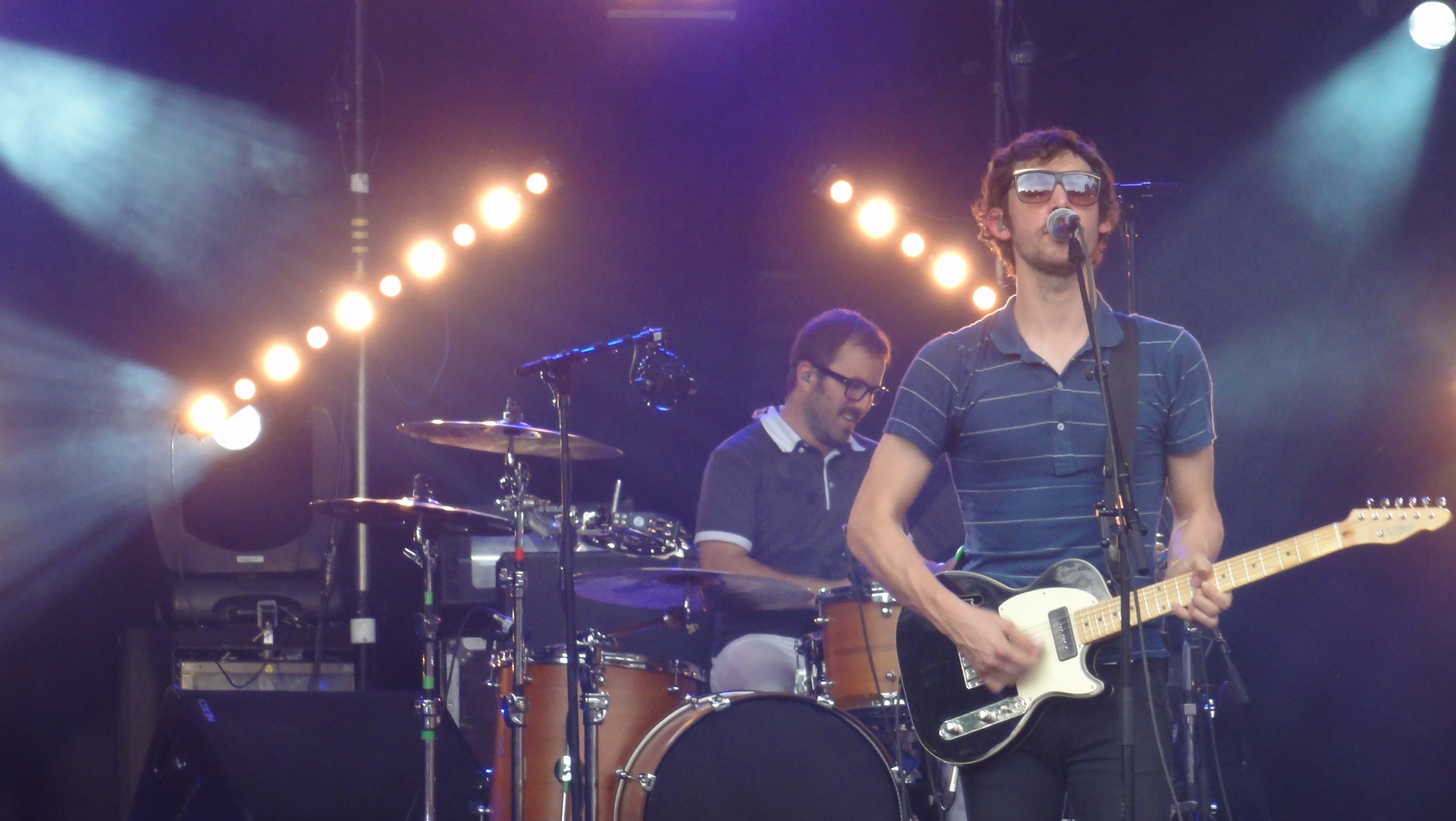
Pony Pony Run Run durant le concert des Francofolies de Spa en juillet 2010.

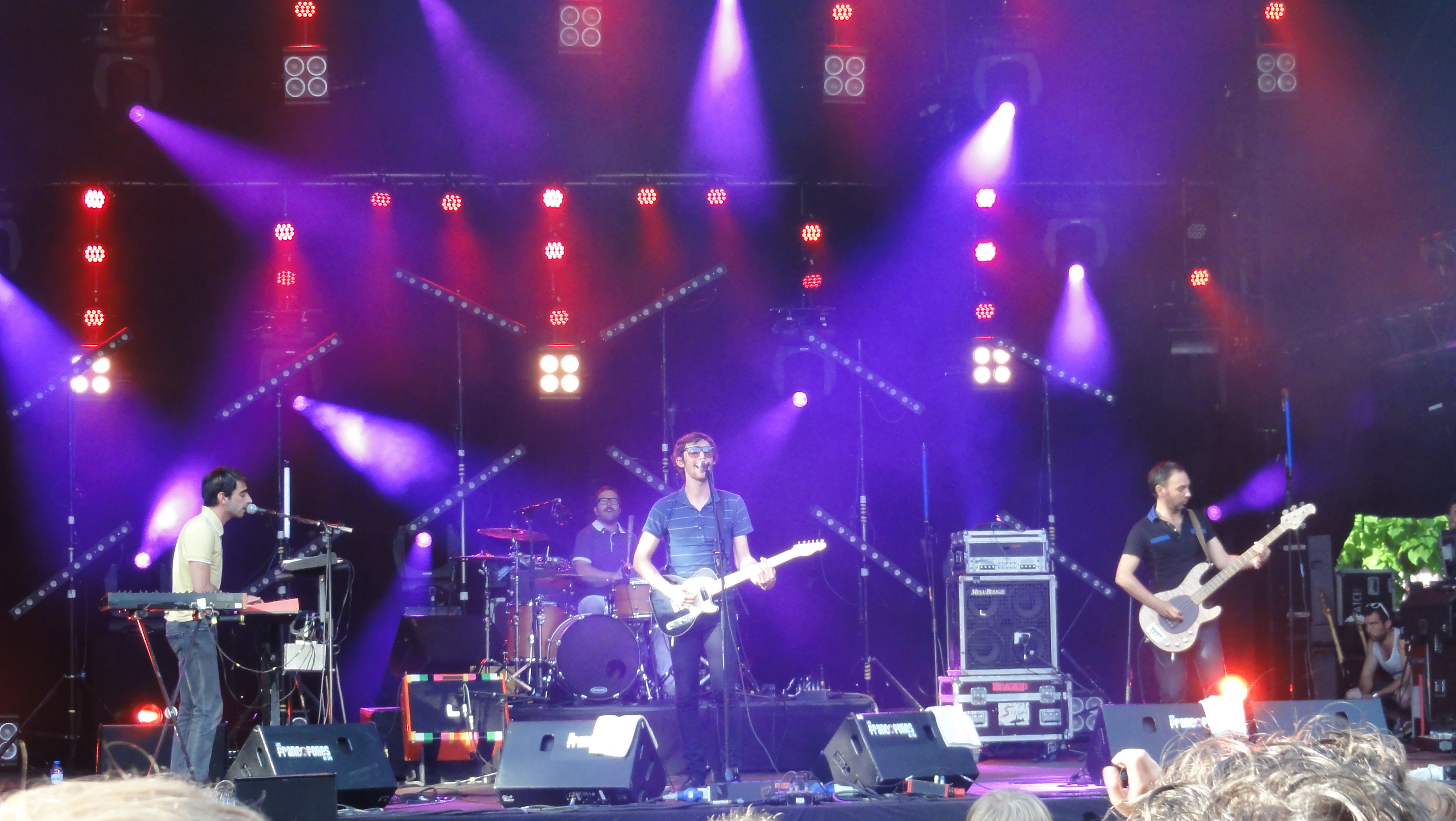
Pony Pony Run Run durant le concert des Francofolies de Spa en juillet 2010.

Pony Pony Run Run est à l'origine composé de 5 musiciens.
Ils se connaissent presque tous avant sa création, puisqu'ils ont pour la plupart déjà joué ensemble dans d'autres formations sur Angers.
C'est lors de leurs retrouvailles aux beaux-arts de Nantes que le groupe se forme, et qu'Antonin Pierre (claviériste), qui lui vient de banlieue parisienne, les rencontre.
Après quelques années de composition et de concert, ils rencontrent Téo Durand, qui deviendra leur manager.
Pony Pony Run Run utilise le web pour diffuser ses démos et passe plusieurs années à donner des concerts à travers l'Europe.
C'est peu de temps après qu'ils signent avec le label 3e bureau (filiale de Wagram music) qui leur permet d'enregistrer un premier album. 
You Need Pony Pony Run Run, enregistré aux studios Ferber et produit par Frédéric Lo, sort en juin 2009 ; il est édité par le label Les Airs à vif (Laurent Cléry), et le tourneur est Full Force Production (Eric Laporte). En six mois les ventes s'élèvent à 40 000 exemplaires. Fin 2009, l'album est réédité au format digipack.
Le single Hey You a servi de jingle sur la chaîne Canal+ et figure sur la compilation La Grande B.O du Grand Journal de Canal +. La vidéo de ce titre, où apparait le mannequin Alix Billois est postée sur Dailymotion par le label du groupe, et a été visionnée par plus de 700 000 personnes, ainsi que sur YouTube avec plus de treize millions de vues. PPRR se produit sur France 2 dans l'émission Taratata en octobre 2009.
Le 6 mars 2010, Pony Pony Run Run reçoit une récompense comme Groupe ou artiste révélation du public de l'année lors des Victoires de la musique 2010.
Le groupe participe à Taratata spécial Fête de la musique, le 21 juin 2010, à Carcassonne.
Le 12 novembre 2010, PPRR joue pour la première fois dans un Zénith, à Paris avec en premières parties The Popopopops et Tahiti 80.
Le 13 juin 2013, le groupe se produit en concert à l'Armada 2013 à Rouen.
Le 22 juin 2013, ils donnent un concert pour l'inauguration de la cité de la musique à Romans-sur-Isère.
Le 26 février 2015, le label PIAS annonce la signature du groupe.

## Style musical
Les morceaux de Pony Pony Run Run sont chantés en anglais, le groupe déclare que sa culture musicale est « anglo-saxonne à 80-90 % ». Dans The Guardian, Paul Lester estime que Pony Pony Run Run joue de la synthpop, influencée par les groupes britanniques des années 1980, mais avec une touche de disco à la française et de soft rock (« Pony Pony Run Run do something simple: they do the synth-pop thing with a French disco tinge and a smidgen of US yacht rock sensibility. »).

## Composition du groupe
Pony Pony Run Run est formé par deux frères originaires d'Angers, Gaëtan et Amaël Réchin Lê Ky-Huong, respectivement chanteur/guitariste et bassiste. Ils fondent PPRR après avoir rencontré Antonin Pierre, le claviériste, durant leurs études à l'École régionale des Beaux-Arts de Nantes,. Le batteur Frédéric Rivière (Anoraak), qui les a accompagnés en concert, poursuit un projet solo sous le pseudonyme Anoraak. Gaëtan travaille également en parallèle sur un projet baptisé Errorlove. Samuel Cortes, le second guitariste, faisait partie du groupe depuis sa création jusqu'en mai 2008. Vincent Lechevallier, nouveau batteur, tourne avec le groupe depuis juin 2009.

## Discographie

### Singles
- Hey You (2009, Wagram Music)
- Walking on a Line (2009, Wagram Music)
- Out of Control  (2011, Wagram Music)
- Alright (2015)